# 립스틱 정글
《립스틱 정글》(영어: Lipstick Jungle)은 2008년 2월 7일부터 2009년 1월 9일까지 NBC에서 방영된 미국의 코미디 드라마 텔레비전 시리즈이다. 캔디스 부슈넬의 동명 책이 원작이다.

## 개요
각자의 분야에서 성공한 세 친구들이 서로를 의지하며 일과 사생활을 헤쳐 나가는 과정을 그린다. 웬디는 남편과 자녀가 있으며, 영화사 패러도어의 사장을 지낸 거물이지만 독립 제작자로 일하면서 평탄치 않은 굴곡을 겪는다. 빅토리는 한때 일류로 여겨졌던 패션 디자이너 경력을 되살리려고 분투한다. 니코는 잡지 본파이어의 편집장이며, 결혼 생활에 문제가 있다.

## 출연진
- 브룩 실즈 - 웬디 힐리 역
- 킴 레이버 - 니코 라일리 역
- 린지 프라이스 - 빅토리 포드 역
- 폴 블랙손 - 셰인 힐리 역
- 앤드루 매카시 - 조 베넷 역
- 로버트 버클리 - 커비 애트우드 역